# آن کیلانن
آنِّه کولُّنِن (انگلیسی: Anne Kyllönen; ۳۰ نوامبر ۱۹۸۷ – ) اسکی‌باز صحرانوردی اهل فنلاند بود.